# Hatschekia oblonga
Hatschekia oblonga is een eenoogkreeftjessoort uit de familie van de Hatschekiidae. De wetenschappelijke naam van de soort is voor het eerst geldig gepubliceerd in 1913 door Wilson C.B..